# Licimni de Quios
Licimni (Licymnius, Λικύμνιος) fou un destacat poeta ditiràmbic grec natural de Quios, probablement del segle IV aC encara que la seva època no s'ha pogut determinar amb certesa.
L'esmenta Aristòtil, que diu que Licimni treballava millor llegint que escoltant. També l'esmena Queremó. Entre els seus poemes una pregària per la salut, conservada per Sext Empíric, que podria ser un error d'adjudicació i correspondria a un poema d'Eritró. Parteni diu que va fer un poema sobre la conquesta de Sardes i Eustaci d'Epifania esmenta el poema Λικύμνιον Βουπραδιέα ἀοιδόν.